# Mohammed El Âdfaoui
Mohammed Jamel El Âdfaoui (28 februari 2008) is een Belgisch-Marokkaans voetballer die onder contract ligt bij KAA Gent.

## Clubcarrière
El Âdfaoui sloot zich op achtjarige leeftijd aan bij de jeugdopleiding van RSC Anderlecht. In 2023 maakte hij op vijftienjarige leeftijd de overstap naar KAA Gent. In het seizoen 2024/25 stroomde El Âdfaoui door naar Jong KAA Gent, het beloftenelftal van de club dat dat seizoen kampioen speelde in Eerste nationale.
Op 18 mei 2025 maakte hij zijn officiële debuut voor het eerste elftal van de club: op de voorlaatste speeldag van de Champions' Play-offs liet trainer Danijel Milićević hem tegen KRC Genk (1-4-nederlaag) in de 85e minuut invallen.

## Clubstatistieken

### Beloften
| Seizoen         | Club            | Land            | Competitie          | Competitie | Competitie | Totaal | Totaal |
| Seizoen         | Club            | Land            | Competitie          | Wed.       | Dlp.       | Wed.   | Dlp.   |
| --------------- | --------------- | --------------- | ------------------- | ---------- | ---------- | ------ | ------ |
| 2024/25         | Jong KAA Gent   | Vlag van België | Eerste nationale VV | 17         | 1          | 17     | 1      |
| Carrière totaal | Carrière totaal | Carrière totaal | Carrière totaal     | 17         | 1          | 17     | 1      |

Bijgewerkt op 18 mei 2025.

### Senioren
| Seizoen         | Club            | Land            | Competitie      | Competitie | Competitie | Beker | Beker | Supercup | Supercup | Europees | Europees | Totaal | Totaal |
| Seizoen         | Club            | Land            | Competitie      | Wed.       | Dlp.       | Wed.  | Dlp.  | Wed.     | Dlp.     | Wed.     | Dlp.     | Wed.   | Dlp.   |
| --------------- | --------------- | --------------- | --------------- | ---------- | ---------- | ----- | ----- | -------- | -------- | -------- | -------- | ------ | ------ |
| 2024/25         | KAA Gent        | Vlag van België | Eerste klasse A | 1          | 0          | 0     | 0     | —        | —        | 0        | 0        | 1      | 0      |
| Carrière totaal | Carrière totaal | Carrière totaal | Carrière totaal | 1          | 0          | 0     | 0     | 0        | 0        | 0        | 0        | 1      | 0      |

Bijgewerkt op 18 mei 2025.